# Głęboka Śląska
Głęboka Śląska – nieczynna stacja kolejowa na zlikwidowanej linii kolejowej nr 304 i 321, w miejscowości Głęboka, w województwie dolnośląskim, w powiecie strzelińskim, w gminie Strzelin, w Polsce.

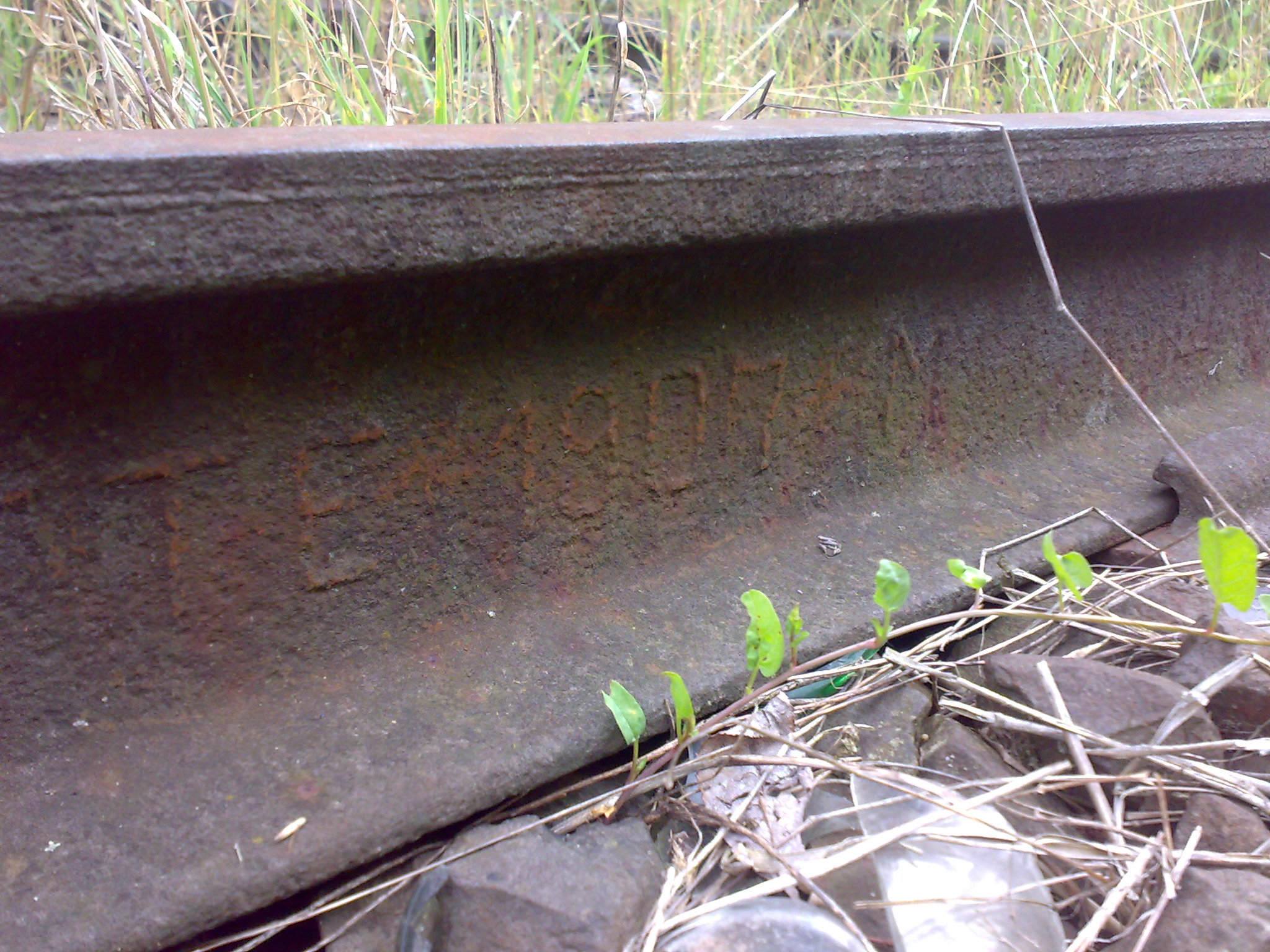
Szyna kolejowa z 1907 roku